# Cladura brevifila
Cladura brevifila là một loài ruồi trong họ Limoniidae. Chúng phân bố ở miền Cổ bắc.